# Костюков, Владимир Викторович
Влади́мир Ви́кторович Костюко́в (14 октября 1954, Феодосия, Крымская область, Украинская ССР — 17 декабря 2015) — советский футболист, защитник и полузащитник, белорусский футбольный тренер. Мастер спорта СССР.

## Биография
Занимался футболом с десяти лет, первый тренер — Иван Турков. Практически всю игровую карьеру провёл в могилёвском «Днепре» во второй лиге СССР, где за полтора десятка лет сыграл около 300 матчей. Один сезон (1983) провёл со своим клубом в первой лиге. Также недолгое время выступал за коллективы физкультуры — могилёвские «Спартак», «Металлург», «Торпедо», минские СКА и «Буревестник». Становился победителем чемпионата Белорусской ССР среди КФК (1982), бронзовым призёром республиканского чемпионата в 1974 году со СКА и в 1976 году с «Буревестником».
В 1986 году завершил игровую карьеру и перешёл на тренерскую работу в могилёвском «Днепре», где работал до конца жизни. В 1995 году впервые назначен главным тренером клуба, когда многолетний тренер команды Валерий Стрельцов решил сосредоточиться на административной работе. Также исполнял обязанности главного тренера в 2003 году (снова подменяя Стрельцова), 2006—2007 годах и с октября 2013 по январь 2014 года. Имел тренерскую лицензию «А». При его участии (как ассистента главного тренера) «Днепр» становился чемпионом Белоруссии (1998), бронзовым призёром (2009), победителем первой лиги (2012), участвовал в еврокубках.
Скончался 17 декабря 2015 года на 62-м году жизни. С 2018 года в Могилёве проводится турнир его памяти.